# Campeonato Europeo de Vóley Playa de 2017
El XXV Campeonato Europeo de Vóley Playa se celebró en Jūrmala (Letonia) entre el 16 y el 20 de agosto de 2017 bajo la organización de la Confederación Europea de Voleibol (CEV) y la Federación Letona de Voleibol.
Las competiciones se realizaron en la playa del Baltic Beach Hotel de la ciudad letona.

## Calendario
| FP | Fase preliminar | 1/16 | Dieciseisavos de final | 1/8 | Octavos de final | 1/4 | Cuartos de final | 1/2 | Semifinales | F | Finales |

| Agosto de 2017   | 16 Mié | 17 Jue | 18 Vie     | 19 Sáb    | 20 Dom |
| ---------------- | ------ | ------ | ---------- | --------- | ------ |
| Torneo masculino | FP     | FP     | 1/16 y 1/8 | 1/4 y SF  | F      |
| Torneo femenino  | FP     | FP     | 1/16       | 1/8 y 1/4 | SF y F |

## Medallistas
| Evento            | Oro                                      | Plata                                                   | Bronce                                             |
| ----------------- | ---------------------------------------- | ------------------------------------------------------- | -------------------------------------------------- |
| Masculino (20.08) | Daniele Lupo · Paolo Nicolai · Italia    | Aleksandrs Samoilovs Jānis Šmēdiņš Letonia              | Alexander Brouwer · Robert Meeuwsen · Países Bajos |
| Femenino (20.08)  | Nadja Glenzke · Julia Großner · Alemania | Kristýna Kolocová · Michala Kvapilová · República Checa | Chantal Laboureur · Julia Sude · Alemania          |

## Medallero
| Núm. | País            | Oro | Plata | Bronce | Total |
| ---- | --------------- | --- | ----- | ------ | ----- |
| 1    | Alemania        | 1   | 0     | 1      | 2     |
| 2    | Italia          | 1   | 0     | 0      | 1     |
| 3    | Letonia         | 0   | 1     | 0      | 1     |
| 3    | República Checa | 0   | 1     | 0      | 1     |
| 5    | Países Bajos    | 0   | 0     | 1      | 1     |
|      | TOTAL           | 2   | 2     | 2      | 6     |